# III liga polska w piłce nożnej (2014/2015)/Grupa VIII (lubelsko-podkarpacka)
III liga, grupa lubelsko-podkarpacka, sezon 2014/2015 – 7. edycja rozgrywek czwartego poziomu ligowego piłki nożnej mężczyzn w Polsce po reorganizacji lig w 2008 roku. Brało w niej udział 18 drużyn z województwa lubelskiego i województwa podkarpackiego. Najlepsza drużyna zagrała w barażach do II ligi. Ostatnich 6 drużyn spadło odpowiednio do grup: lubelskiej i podkarpackiej IV ligi. Opiekunem ligi był Podkarpacki Związek Piłki Nożnej.
Sezon ligowy rozpoczął się w 9 sierpnia 2014 roku, a ostatnie mecze rozegrane zostały 6 czerwca 2015 roku.

## Zasady rozgrywek
Zmagania w lidze toczyły się systemem kołowym w dwóch rundach – jesiennej i wiosennej. Drużyny, które po zakończeniu rozgrywek zajęły w tabeli ostatnich 6 miejsc, spadły do właściwej terytorialnie IV ligi i będą w kolejnym sezonie występować w IV lidze..
Drużyna, które zrezygnowałaby z uczestnictwa w rozgrywkach, degradowana została o 2 klasy rozgrywkowe i przenoszona na ostatnie miejsce w tabeli (jeśli rozegrała przynajmniej 50% spotkań sezonu; wtedy mecze nierozegrane weryfikowane są jako walkowery 0:3 na niekorzyść drużyny wycofanej) lub jej wyniki został anulowane. Z rozgrywek eliminowana – i również degradowana o 2 klasy rozgrywkowe – była drużyna, która nie rozegrała z własnej winy 3 spotkań sezonu.
Kolejność w tabeli ustalało się według liczby zdobytych punktów. W przypadku uzyskania równej ilości punktów przez dwie drużyny, o zajętym miejscu decydowały:
a) liczba zdobytych punktów w spotkaniach bezpośrednich,
b) korzystniejsza różnica między zdobytymi i utraconymi bramkami w spotkaniach bezpośrednich,
c) przy uwzględnieniu reguły UEFA, że bramki strzelone na wyjeździe liczone są podwójnie, korzystniejsza różnica między zdobytymi i utraconymi bramkami w spotkaniach bezpośrednich,
d) korzystniejsza różnica bramek we wszystkich spotkaniach z całego cyklu rozgrywek,
e) większa liczba bramek zdobytych we wszystkich spotkaniach z całego cyklu.
W przypadku, gdy dwoma zespołami o jednakowej liczbie punktów byłyby zespoły, których kolejność decyduje o awansie lub spadku, miały zastosowanie wyłącznie zasady określone w punktach a, b i c, a jeżeli one nie rozstrzygnęłyby kolejności, miało się odbyć dodatkowe spotkanie barażowe na neutralnym boisku, wyznaczonym przez Wydział Gier PZPN.
| Uczestnicy sezonu 2013/2014 | Uczestnicy sezonu 2013/2014 | Uczestnicy sezonu 2013/2014 | Uczestnicy sezonu 2013/2014 |
| --------------------------- | --------------------------- | --------------------------- | --------------------------- |
| RES                         | Resovia                     | 1                           |                             |
| JKS                         | JKS 1909 Jarosław           | 2                           |                             |
| TTL                         | Tomasovia Tomaszów Lubelski | 3                           |                             |
| IZO                         | Izolator Boguchwała         | 4                           |                             |
| KRA                         | Stal Kraśnik                | 5                           |                             |
| KAR                         | Karpaty Krosno              | 6                           |                             |
| SSI                         | Sokół Sieniawa              | 7                           |                             |
| ORP                         | Orlęta Radzyń Podlaski      | 8                           |                             |
| CHM                         | Chełmianka Chełm            | 9                           |                             |
| AVI                         | Avia Świdnik                | 10                          |                             |
| LUB                         | Lublinianka-Wieniawa Lublin | 11                          |                             |
| OPR                         | Orzeł Przeworsk             | 12                          |                             |
| PBP                         | Podlasie Biała Podlaska     | 151                         |                             |

| Spadek z II ligi wschodniej 2013/2014 | Spadek z II ligi wschodniej 2013/2014 | Spadek z II ligi wschodniej 2013/2014 | Spadek z II ligi wschodniej 2013/2014 |
| ------------------------------------- | ------------------------------------- | ------------------------------------- | ------------------------------------- |
| STR                                   | Stal Rzeszów                          | 11                                    |                                       |
| MOT                                   | Motor Lublin                          | 15                                    |                                       |
| Awans z IV ligi 2013/2014             |                                       |                                       |                                       |
| grupa lubelska                        |                                       |                                       |                                       |
| ŻÓŁ                                   | Hetman Żółkiewka                      | 1                                     |                                       |
| grupa podkarpacka                     |                                       |                                       |                                       |
| WÓL                                   | Wólczanka Wólka Pełkińska             | 1                                     |                                       |
| DĘB                                   | Wisłoka Dębica                        | 2                                     |                                       |

Objaśnienia:
1W związku z awansem tylko jednej drużyny z IV ligi lubelskiej Podlasie Biała Podlaska utrzymało się w lidze jako najwyżej sklasyfikowany spadkowicz z terytorium Lubelskiego ZPN.

### Tabela
| Lp. | Drużyna                         | M  | Z  | R  | P  | Bramki | Bramki | Różn. | Pkt | Uwagi             | Bezpośrednio |
| --- | ------------------------------- | -- | -- | -- | -- | ------ | ------ | ----- | --- | ----------------- | ------------ |
| 1   | Stal Rzeszów (M)                | 34 | 21 | 10 | 3  | 84     | 29     | +55   | 73  | Baraże o II ligę  |              |
| 2   | Karpaty Krosno                  | 34 | 22 | 6  | 6  | 57     | 28     | +29   | 72  |                   |              |
| 3   | Resovia                         | 34 | 20 | 10 | 4  | 55     | 21     | +34   | 70  |                   |              |
| 4   | Motor Lublin                    | 34 | 21 | 7  | 6  | 78     | 33     | +45   | 70  |                   |              |
| 5   | Orlęta Radzyń Podlaski          | 34 | 14 | 12 | 8  | 49     | 33     | +16   | 54  |                   |              |
| 6   | Sokół Sieniawa                  | 34 | 14 | 8  | 12 | 48     | 40     | +8    | 50  |                   |              |
| 7   | Chełmianka Chełm                | 34 | 12 | 13 | 9  | 41     | 31     | +10   | 49  |                   |              |
| 8   | Wólczanka Wólka Pełkińska       | 34 | 13 | 9  | 12 | 67     | 70     | −3    | 48  |                   |              |
| 9   | Izolator Boguchwała             | 34 | 13 | 8  | 13 | 49     | 37     | +12   | 47  |                   |              |
| 10  | Avia Świdnik                    | 34 | 11 | 11 | 12 | 46     | 44     | +2    | 44  |                   |              |
| 11  | JKS 1909 Jarosław               | 34 | 11 | 7  | 16 | 32     | 35     | −3    | 40  |                   |              |
| 12  | Orzeł Przeworsk                 | 34 | 9  | 13 | 12 | 35     | 45     | −10   | 40  |                   |              |
| 13  | KS Lublinianka (S)              | 34 | 8  | 12 | 14 | 38     | 45     | −7    | 36  | Spadek do IV ligi |              |
| 14  | Tomasovia Tomaszów Lubelski (S) | 34 | 7  | 13 | 14 | 30     | 48     | −18   | 34  | Spadek do IV ligi |              |
| 15  | Stal Kraśnik (S)                | 34 | 10 | 3  | 21 | 40     | 53     | −13   | 33  | Spadek do IV ligi |              |
| 16  | Podlasie Biała Podlaska (S)     | 34 | 7  | 9  | 18 | 32     | 69     | −37   | 30  | Spadek do IV ligi |              |
| 17  | Hetman Żółkiewka (S)            | 34 | 7  | 7  | 20 | 38     | 79     | −41   | 28  | Spadek do IV ligi |              |
| 18  | Wisłoka Dębica (S)              | 34 | 4  | 6  | 24 | 19     | 87     | −68   | 18  | Spadek do IV ligi |              |

### Wyniki
| Gospodarz \ Gość            | AVI | CHM | ŻÓŁ | IZO | JKS | KAR | LUB | MOT | ORP | OPR | PBP | RES | SSI | KRA | STR | TTL | DĘB | WÓL |
| Avia Świdnik                |     | 0:0 | 1:1 | 1:2 | 0:4 | 1:2 | 1:1 | 0:0 | 0:4 | 1:1 | 4:1 | 1:0 | 1:0 | 3:0 | 2:3 | 2:2 | 4:0 | 3:0 |
| Chełmianka Chełm            | 3:0 |     | 1:1 | 1:2 | 2:0 | 1:3 | 1:3 | 2:0 | 0:0 | 6:0 | 2:0 | 1:2 | 3:0 | 1:0 | 0:2 | 1:1 | 2:1 | 2:5 |
| Hetman Żółkiewka            | 1:4 | 1:0 |     | 2:1 | 0:2 | 1:2 | 1:0 | 0:0 | 2:2 | 0:2 | 1:1 | 1:1 | 0:2 | 1:2 | 1:0 | 1:2 | 1:2 | 2:4 |
| Izolator Boguchwała         | 1:1 | 1:2 | 1:2 |     | 6:1 | 0:1 | 6:0 | 0:3 | 3:1 | 0:2 | 4:0 | 0:0 | 3:1 | 1:1 | 0:2 | 0:0 | 2:0 | 3:1 |
| JKS 1909 Jarosław           | 3:1 | 1:1 | 4:1 | 0:0 |     | 0:4 | 2:0 | 0:2 | 0:2 | 0:0 | 0:0 | 1:2 | 2:1 | 1:1 | 1:2 | 2:0 | 1:1 | 3:3 |
| Karpaty Krosno              | 1:0 | 1:1 | 3:0 | 1:0 | 1:0 |     | 2:0 | 1:3 | 1:1 | 3:0 | 3:0 | 2:1 | 2:0 | 1:2 | 4:1 | 0:0 | 5:1 | 1:0 |
| Lublinianka-Wieniawa Lublin | 1:1 | 0:1 | 5:1 | 1:2 | 3:0 | 2:3 |     | 0:3 | 1:1 | 0:1 | 0:1 | 1:0 | 0:0 | 2:0 | 0:1 | 2:1 | 0:1 | 2:0 |
| Motor Lublin                | 1:0 | 0:0 | 5:1 | 3:2 | 3:2 | 2:2 | 1:1 |     | 4:2 | 5:0 | 3:0 | 1:2 | 2:0 | 5:1 | 2:2 | 4:3 | 4:1 | 2:1 |
| Orlęta Radzyń Podlaski      | 0:1 | 0:1 | 1:2 | 1:0 | 1:0 | 2:0 | 0:0 | 2:1 |     | 3:1 | 4:0 | 1:1 | 2:1 | 1:0 | 1:1 | 1:0 | 1:1 | 7:3 |
| Orzeł Przeworsk             | 0:0 | 0:0 | 4:1 | 1:3 | 0:1 | 0:2 | 1:1 | 0:2 | 0:0 |     | 3:1 | 0:0 | 1:1 | 2:1 | 1:1 | 1:0 | 0:2 | 0:3 |
| Podlasie Biała Podlaska     | 0:2 | 0:0 | 1:1 | 0:0 | 0:2 | 1:1 | 1:1 | 1:2 | 0:1 | 0:3 |     | 0:2 | 0:2 | 2:1 | 2:7 | 1:0 | 8:1 | 3:3 |
| Resovia                     | 2:2 | 2:1 | 3:1 | 2:1 | 1:0 | 3:0 | 1:1 | 1:0 | 3:0 | 0:0 | 3:0 |     | 3:1 | 2:0 | 1:1 | 1:1 | 1:0 | 5:0 |
| Sokół Sieniawa              | 1:0 | 2:2 | 4:2 | 1:1 | 0:1 | 1:0 | 1:0 | 0:1 | 1:0 | 3:0 | 1:3 | 1:1 |     | 2:1 | 1:3 | 4:0 | 4:0 | 3:3 |
| Stal Kraśnik                | 2:0 | 0:2 | 5:0 | 1:2 | 4:0 | 0:1 | 4:1 | 0:3 | 0:0 | 2:0 | 1:2 | 0:2 | 1:1 |     | 0:1 | 3:1 | 3:0 | 1:3 |
| Stal Rzeszów                | 2:0 | 2:0 | 5:0 | 1:0 | 5:0 | 2:0 | 2:2 | 1:1 | 1:1 | 1:1 | 8:1 | 2:1 | 1:2 | 5:1 |     | 5:0 | 8:0 | 3:2 |
| Tomasovia Tomaszów Lubelski | 0:3 | 0:0 | 6:3 | 0:0 | 2:0 | 0:1 | 2:2 | 2:1 | 0:0 | 1:1 | 0:2 | 0:1 | 0:0 | 1:0 | 0:0 |     | 3:0 | 0:0 |
| Wisłoka Dębica              | 2:3 | 0:0 | 0:3 | 3:1 | 0:2 | 1:2 | 1:1 | 0:7 | 0:4 | 0:8 | 0:0 | 0:2 | 1:2 | 0:1 | 0:0 | 0:1 |     | 0:2 |
| Wólczanka Wólka Pełkińska   | 3:3 | 1:1 | 3:2 | 1:1 | 1:0 | 1:1 | 1:4 | 3:2 | 4:2 | 1:1 | 3:0 | 0:3 | 0:4 | 4:2 | 1:3 | 6:1 | 1:0 |     |

Źródło: 90minut
Objaśnienia:
1Drużyna gospodarzy jest wymieniona po lewej stronie tabeli.
Kolory: zielony – zwycięstwo gospodarzy, żółty – remis, różowy – zwycięstwo gości.

Kwalifikacja do baraży o II ligę : Stal Rzeszów
Spadek do IV ligi : Lublinianka Lublin, Tomasovia Tomaszów Lubelski, Stal Kraśnik, Podlasie Biała Podlaska, Hetman Żółkiewka, Wisłoka Dębica.

## Baraże o II ligę
| 13 czerwca 2015 15:00 | Stal Rzeszów · Kacper Drelich 21' · Piotr Prędota 25' | 2:3(2:1)Raport | Olimpia Zambrów · 13' Mariusz Gogol · 61' Michał Kuczałek · 78' Mariusz Gogol                 | Rzeszów, (Stadion Miejski) Widzów: 1200 Sędzia: Tomasz Wajda (Żywiec) |
|                       | kartki: · Piotr Murawski 42'                          |                | kartki: · Mateusz Gul · Michał Poduch · Michał Kuczałek · Dominik Lemanek · Łukasz Grzybowski |                                                                       |

| 17 czerwca 2015 17:00 | Olimpia Zambrów · Łukasz Grzybowski 90'          | 1:1(0:1)Raport | Stal Rzeszów · 27' Sebastian Brocki | Zambrów, (Stadion Miejski) Widzów: 900 Sędzia: Tomasz Radkiewicz (Łódź) |
|                       | kartki: · Mariusz Gogol · Przemysław Jastrzębski |                | kartki: · Dominik Bednarczyk        |                                                                         |

Awans do II ligi: Olimpia Zambrów